# Ei Iida
Ei Iida (japanisch 飯田 栄 Iida Ei; * 9. September 1967) ist eine ehemalige japanische Tennisspielerin.

## Karriere
Auf der WTA Tour gewann sie einen Doppeltitel. College Tennis spielte sie für die Pepperdine University. Als Juniorin erreichte sie das Halbfinale im Doppel bei den Wimbledon Championships 1984.

## Turniersiege

### Doppel
| Nr. | Datum      | Turnier | Kategorie    | Belag     | Partnerin     | Finalgegnerinnen        | Ergebnis      |
| --- | ---------- | ------- | ------------ | --------- | ------------- | ----------------------- | ------------- |
| 1.  | April 1993 | Tokio   | WTA Tier III | Hartplatz | Maya Kidowaki | Li Fang Kyōko Nagatsuka | 6:2, 4:6, 6:4 |

## Abschneiden bei Grand-Slam Turnieren

### Einzel
| Turnier         | 1988 | 1989 | Bilanz | Karriere |
| --------------- | ---- | ---- | ------ | -------- |
| Australian Open | 1    | —    | 0:1    | 1        |
| French Open     | —    | —    | 0:0    | —        |
| Wimbledon       | —    | —    | 0:0    | —        |
| US Open         | —    | 1    | 0:1    | 1        |

### Doppel
| Turnier         | 1988 | 1989 | 1990 | 1991 | 1992 | 1993 | 1994 | 1995 | Bilanz | Karriere |
| --------------- | ---- | ---- | ---- | ---- | ---- | ---- | ---- | ---- | ------ | -------- |
| Australian Open | 2    | —    | 1    | —    | —    | 1    | —    | 1    | 1:4    | 2        |
| French Open     | —    | —    | —    | —    | —    | —    | 1    | —    | 0:1    | 1        |
| Wimbledon       | —    | —    | —    | 2    | —    | 1    | —    | —    | 1:2    | 2        |
| US Open         | —    | —    | —    | —    | —    | 1    | —    | —    | 0:1    | 1        |

### Mixed
| Turnier         | 1992 | 1993 | Bilanz | Karriere |
| --------------- | ---- | ---- | ------ | -------- |
| Australian Open | —    | —    | 0:0    | —        |
| French Open     | —    | —    | 0:0    | —        |
| Wimbledon       | 1    | 2    | 1:2    | 2        |
| US Open         | —    | —    | 0:0    | —        |